# Raphael Schäfer
Raphael Schäfer (Kędzierzyn-Koźle, 30 januari 1979) is een Duitse doelman van Poolse origine. In 2007 won hij met Nürnberg de DFB-Pokal.

## Erelijst
1. FC Nürnberg
- 2. Bundesliga

2004
- DFB-Pokal

2007